# SN 1978L
SN 1978L – niepotwierdzona supernowa odkryta 25 sierpnia 1978 roku w galaktyce A204634-5319. W momencie odkrycia miała maksymalną jasność 18,00m.